# Urinteststreifen

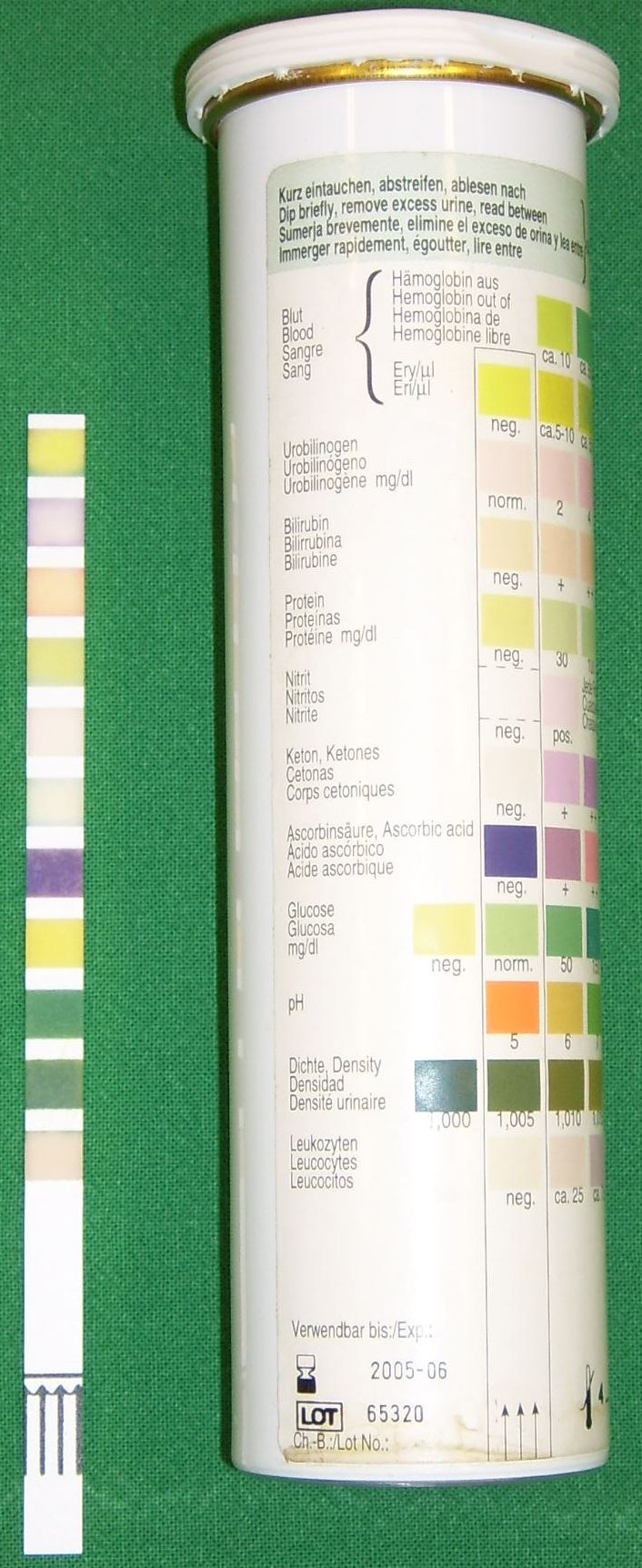
Urinteststreifen

Ein Urinteststreifen ist ein semiquantitativer Schnelltest zur Urinuntersuchung. Mit ihm lassen sich verschiedene Inhaltsstoffe im Urin nachweisen. Damit können beispielsweise Rückschlüsse auf verschiedene Erkrankungen oder aber auch den Missbrauch von Betäubungsmitteln gezogen werden.
Urinteststreifen gibt es in verschiedener Ausführung mit ein bis elf Untersuchungsparametern. Gängige Parameter sind Blut/Erythrozyten/Hämoglobin, Glucose, Ketonkörper, Ascorbinsäure, Protein, Leukozyten, Nitrit, spezifisches Gewicht, pH-Wert, Bilirubin (→ Bilirubinurie) und Urobilinogen. Die entsprechenden Inhaltsstoffe können farblich anhand einer Vergleichsskala auch in ihrer Konzentration abgeschätzt werden. Urinteststreifen benötigen nur eine geringe Menge Urin und sind eine schnelle und preiswerte Untersuchungsmethode, dienen aber nur der groben Orientierung.
Das Vorhandensein von Erythrozyten, Hämoglobin oder Blut weist auf eine Hämaturie hin, die Nachweisgrenze liegt bei 1,5 mg/l. Für Glucose liegt die untere Nachweisgrenze bei 100 mg/dl, eine Erhöhung ist ein Hinweis auf Diabetes mellitus oder ein De-Toni-Fanconi-Syndrom. Ketokörper sind ein Hinweis auf eine Ketoazidose, die untere Nachweisgrenze liegt bei 50 mg/l. Der Proteinnachweis zeigt nur Albumin an und dies erst bei einer Menge über 300 mg/l, weshalb eine Mikroalbuminurie mit den Standardteststreifen nicht erkannt wird. Hohe Albuminwerte sind ein Zeichen für eine Schädigung der Nierenkörperchen. Nitrit wird ab einer Menge von 0,6 mg/l nachgewiesen und ist ein Hinweis auf eine Infektion der Harnwege mit gramnegativen Bakterien.  Ein erhöhter Bilirubinwert ist ein Hinweis auf einen Ikterus.
Urinteststreifen sind für die Untersuchung menschlichen Urins konzipiert. Zur Untersuchung tierischer Urinproben eignen sie sich nur bedingt, lediglich für pH-Wert, Glucose, Keton, Protein, Bilirubin und Erythrozyten/Hämoglobin liefern sie verlässliche Resultate. Allerdings ist auch für Protein nur ein negativer Nachweis aussagekräftig, während die verschiedenen positiven Nachweisgrade kaum mit dem tatsächlichen Eiweißgehalt im Urin von Hunden korrelieren.
Für den Drogennachweis sind Urinteststreifen beispielsweise für Oxycodon, MDMA (Ecstacy), Tetrahydrocannabinol, Kokain, Morphin und viele weitere Betäubungsmittel erhältlich.
Den ersten Urinteststreifen entwickelte 1850 der französische Chemiker Jules Maumené (1818–1898) für den Nachweis von Glucose. Erst in den 1950er Jahren wurden Urinteststreifen mit mehreren Parametern kommerziell verfügbar. 1964 führte Boehringer Mannheim (seit 1998 Roche Diagnostics) den auch heute noch weit verbreiteten Combur-Test ein.